# Candy Floss
Amy Samardzija, meglio conosciuta con il ring name Candy Floss (Londra, 8 novembre 1999), è una wrestler inglese attualmente sotto contratto con la WWE, dove lotta nel roster di NXT UK.

## Carriera

### Circuiti indipendenti (2016-2020)
Amy Samardzija effettua il suo debutto nel mondo del wrestling il 14 novembre 2016, utilizzando come ring name Candy Floss, lottando nella promozione inglese PROGRESS Wrestling, dove è stata sconfitta da Bea Priestley e Chakara in un Tag team match insieme a Livii. Il 2 dicembre 2017, prende parte al torneo per decretare la n°1 contender al PROGRESS Women's Championship, ma è stata sconfitta da Jinny al primo turno. La Floss lotta prettamente per federazioni situate nel territorio britannico. Prende parte al torneo per decretare la prima campionessa femminile della Apollo Championship Wrestling, dove riesce ad arrivare in finale, ma non riesce mai a sfruttare tale opportunità dopo la chiusura della stessa compagnia. Nell'aprile del 2018, Candy prende parte ad un tour di due mesi nella famosa federazione giapponese femminile World Wonder Ring Stardom. Partecipa al Cinderella Tournament, sconfitta al primo turno da Saki Kashima. Il 29 marzo 2019, Candy vince il primo titolo sconfiggendo Bobbi Tyler e Dominita in un Triple threat match, conquistando così il vacante Fight Forever Women's World Championship.

### WWE (2018-2022)

#### NXT UK(2018-2022)
Candy Floss fa la sua prima apparizione in WWE durante l'episodio di NXT UK del 5 dicembre 2018, nel ruolo di jobber, dove viene sconfitta da Rhea Ripley. Fa un'altra apparizione nella puntata di NXT UK del 2 gennaio 2019, sconfitta questa volta da Jinny. Nella puntata di NXT UK del 6 febbraio, Candy subisce la terza sconfitta per mano di Xia Brookside. Nella puntata di NXT UK del 13 marzo, Candy è stata sconfitta dalla debuttante Kay Lee Ray. Nella puntata di NXT UK del 19 giugno, Candy ha preso parte alla prima Women's UK Battle Royal dove la vincitrice avrebbe ottenuto un match titolato contro Toni Storm per l'NXT UK Women's Championship, ma è stata eliminata. Nella puntata di NXT UK del 10 luglio, Candy è stata sconfitta da Toni Storm in un match non titolato.
Il 31 gennaio 2020, Candy Floss firma un contratto con la WWE e viene assegnata nel territorio di sviluppo inglese di NXT UK.

## Titoli e riconoscimenti
- Fight Forever Wrestling (FFW)
  - Fight Forever Women's World Championship (1, attuale)